# Юлий Приск
Юлий Приск (на латински: Iulius Priscus) е политик на Римската империя от 1 век по времето на император Вителий.
Произлиза от фамилията Юлии, клон Приск. През 69 г. той е преториански префект след Публилий Сабин. Сменен е от Публий Алфен Вар.